# بنزو (بی) فلوئورانتن
بنزو(بی)فلوئورانتن (به انگلیسی: Benzo(b)fluoranthene) با فرمول شیمیایی C۲۰H۱۲ یک ترکیب شیمیایی است. که جرم مولی آن ۲۵۲٫۳۰۹۳ g/mol می‌باشد. 